# Валтер Капахер
Валтер Капахер (на немски: Walter Kappacher) е австрийски писател, автор на романи, разкази, есета и пътеписи.

## Биография
Валтер Капахер е роден през 1938 г. и израства в Залцбург. След като получава основно и гимназиално образование, завършва обучение за мотоциклетен механик. За няколко години е запален по мотоциклетни състезания.
След отбиването на военната си служба развива духовни интереси към театъра и започва да учи в мюнхенска театрална школа. Все повече го занимават въпросите на четенето и писането. Издържа се като продавач в пътническа агенция.
Капахер започва да пише след 1964 г. За първи път публикува през 1967 г. няколко кратки разказа в „Щутгартер цайтунг“. През 1978 г. – след 40-ия си рожден ден – решава да напусне работата си и да заживее като писател на свободна практика. Създава поредица от разкази и романи, а също радиопиеси и телевизионни сценарии.
Писателят Геро фон Вилперт охарактеризира Капахер в своя „Лексикон на световната литература“ като „реалистичен повествовател с ясен език от професионалното ежедневие на работниците и служителите“.
Сред изпълнената с авторски сдружения съвременна австрийска литература Валтер Капахер заема позицията на индивидуалист.
След 2014 г. живее в Залцбург. Член е на австрийския ПЕН клуб, на Немската академия за език и литература в Дармщат. Става почетен доктор на университета в Залцбург.

## Награди и отличия
- 1975: „Рауризка литературна награда“ (поощрение)
- 1977: „Голяма австрийска държавна награда за литература“ (поощрение)
- 1986: Literaturpreis des Kulturkreises im Bundesverband der Deutschen Industrie
- 1997: Calwer Hermann-Hesse-Stipendium
- 2004: „Награда Херман Ленц“
- 2005: Член на Немската академия за език и литература в Дармщат
- 2006: „Голяма художествена награда на провинция Залцбург“
- 2008: „Почетен доктор“ на университета в Залцбург
- 2009: „Награда Георг Бюхнер“[2]
- 2009: Член кореспондент на Баварската акадимея за изящни изкуства[3]
- 2009: Internationaler Preis für Kunst und Kultur des Salzburger Kulturfonds
- 2015: Wappenmedaille in Gold der Landeshauptstadt Salzburg[4]
- 2018: Ring der Stadt Salzburg